# Лесково (Вологодская область)
Лесково — посёлок в Вологодском районе Вологодской области. Административный центр упраздненного Лесковского сельского поселения и Лесковского сельсовета.
Расстояние до районного центра Вологды по автодороге — 15 км. Ближайшие населённые пункты — Починок, Шоломово, Юрьево, Тимофеевское, Отрадное.
До 26 декабря 2001 года Лесково имело статус деревни.
По переписи 2002 года население — 707 человек (328 мужчин, 379 женщин). Преобладающая национальность — русские (97 %).